# Marais de Bonnance

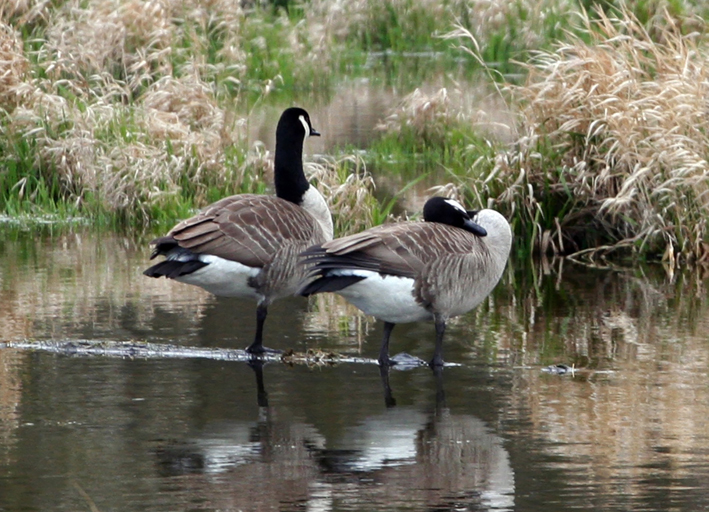
Oies bernaches du Canada au repos dans le marais

Le marais de Bonnance, faisant partie des marais de la Marque, est situé sur le territoire de la commune de Fretin et à la limite de celui de Péronne-en-Mélantois, dans le département du Nord.

## Localisation
Proche de Lille, à environ 10 km, l’accès se fait soit par Fretin, soit par Péronne-en-Mélantois. Des parkings aménagés et créés en périphérie du marais facilitent le stationnement des véhicules et garantissent la quiétude des lieux.

## Une réserve départementale ornithologique
Longtemps laissé en son état naturel, le marais de Bonnance est devenu une réserve départementale ornithologique le 14 avril 2007 après de nombreux travaux d'aménagements. Cette zone protégée est équipée d'abris pour observer les oiseaux en toute discrétion et tranquillité. Des sentiers balisés, ainsi que des passerelles en bois sur la rivière Marque, permettent aux promeneurs de découvrir et d'explorer le site au gré des saisons dans de très bonnes conditions.

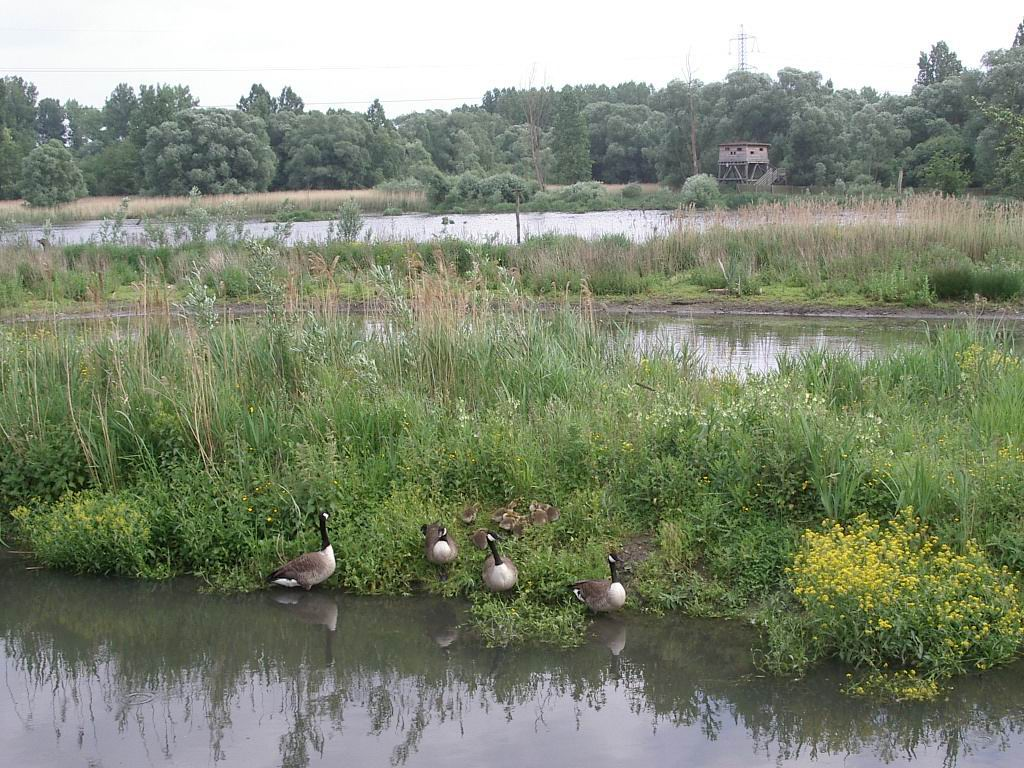
Le marais de Bonnance.
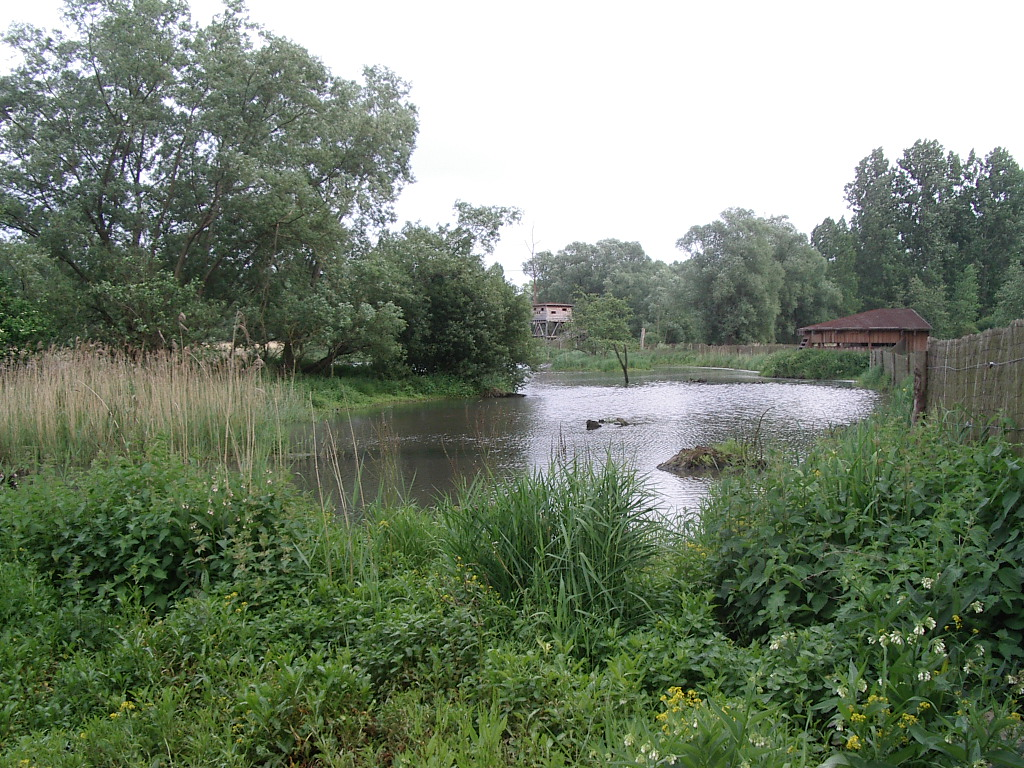
Le marais de Bonnance.
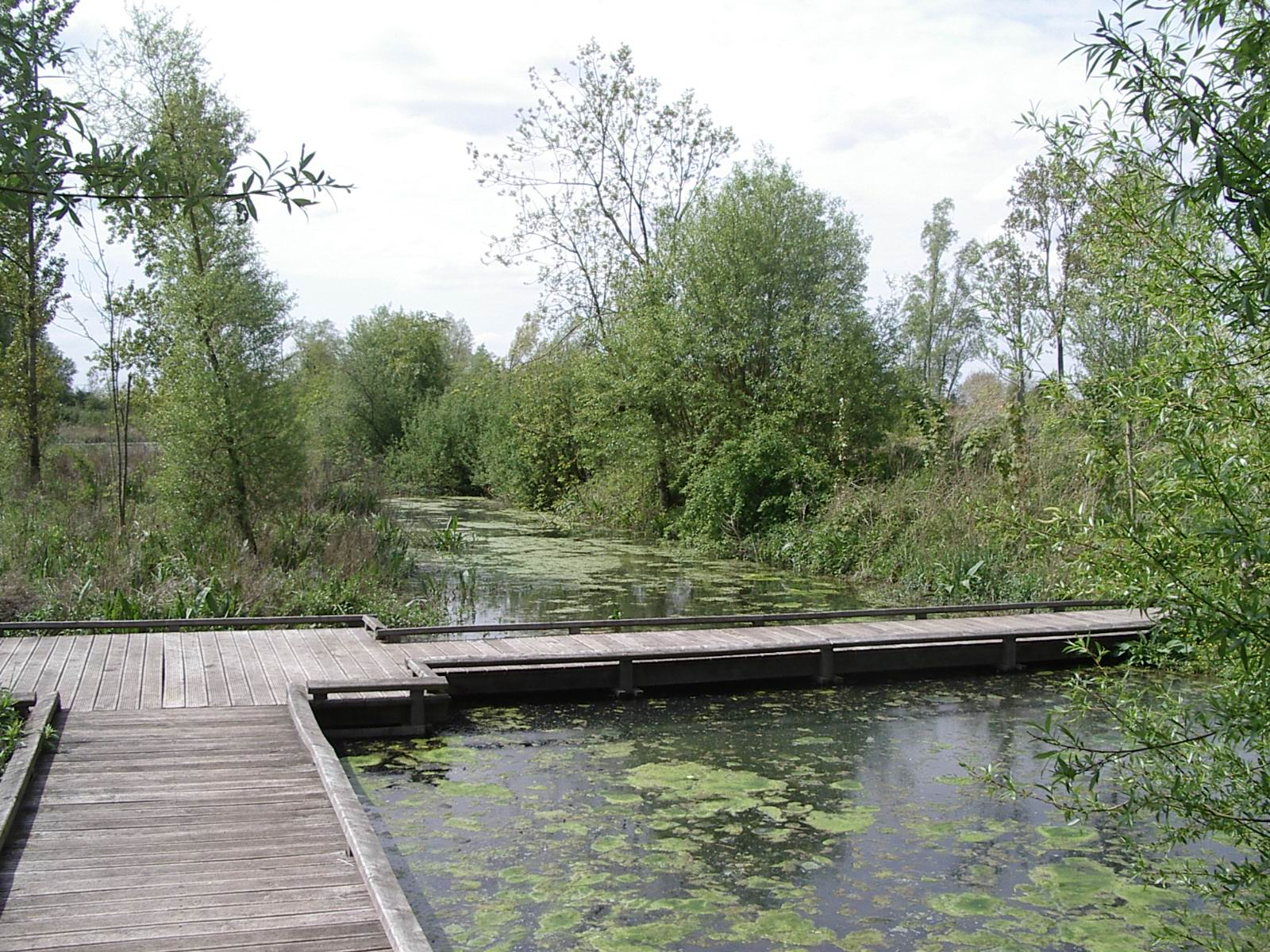
Le marais de Bonnance.
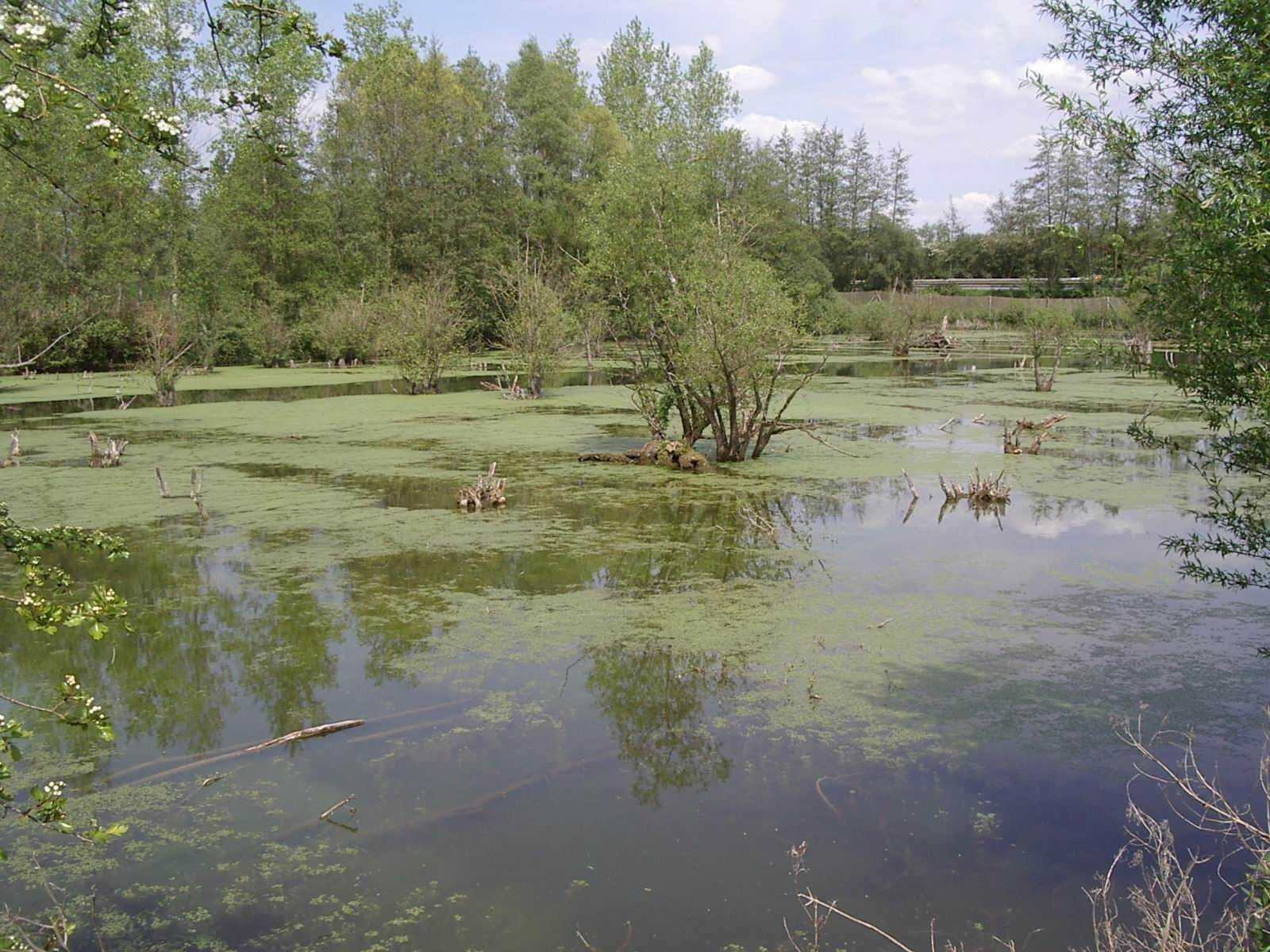
Le marais de Bonnance.